# Sines
Sines es una ciudad portuguesa del distrito de Setúbal, la región de Alentejo y comunidad intermunicipal del Alentejo Litoral, con cerca de 14 200 habitantes (INE 2021). Se trata de la más grande y primera zona portuaria de Portugal y la ciudad principal de la logística portuaria industrial en Portugal, además de ser el lugar de nacimiento de Vasco da Gama.
Es la sede de un municipio con 203,30 kilómetros ² de área y 14 200 habitantes (2021 INE), dividido en dos parroquias. El municipio limita al norte y al este con el municipio de Santiago do Cacém, al sur y al oeste con Odemira tiene costa sobre el océano Atlántico. El litoral de la ciudad, al sur de San Torpes, es parte del Parque natural del Suroeste Alentejano y Costa Vicentina.

## Demografía
| Gráfica de evolución demográfica de Sines entre 1864 y 2021 |
|                                                             |
| Datos según el nomenclátor publicado por el INE portugués.  |

## Freguesias

Mapa de Sines.

Las freguesias de Sines son las siguientes:
- Porto Covo
- Sines

## Historia
Las tierras de este concelho tienen vestigios de la época romana, de los visigodos y vándalos. A finales del siglo XII y comienzos del siglo XIII fueron reconquistadas a los árabes y en 1217 fue confiada a los caballeros de la Orden de Santiago, que tenían su sede en Santiago do Cacém.
En noviembre de 1362 le fue otorgado un fuero por Pedro I, y en julio de 1512, Manuel I le otorgó la condición de Foral Novo (Fuero Nuevo). Tras la convención de Évora Monte en julio de 1834, Miguel I embarcó desde Sines al exilio.
La historia reciente de Sines está ligada al inicio de la construcción de un puerto comercial, que permite atracar a los navíos de gran capacidad de carga. Este evento llegó a impulsar la capacidad comercial e industrial desde 1971.
Fue elevada a ciudad el 12 de julio de 1997.

## Economía
En el municipio predominan las actividades ligadas a los sectores secundario y terciario. Sines es un centro industrial, que se pone de manifiesto por la localización en este municipio de una refinería de petróleo, industrias petroquímicas, de construcción de polímeros, de metalomecánica y de producción de vagones, actividades todas ellas implementadas por la proximidad del puerto comercial y de pesca.
La agricultura mantiene cierta importancia, dado que cerca de 33,1% del territorio del municipio corresponde a un área de uso agrícola. Destacan los cultivos de cereales para grano, legumbres, prados, etc.

## Patrimonio histórico

### Militar
- Castelo de Sines
- Forte do Revelim
- Forte do Pessegueiro

### Religioso
- Ermida de Nossa Senhora das Salas
- Igreja Matriz de São Salvador
- Igreja do Espírito Santo ou da Misericórdia
- Ermida de São Bartolomeu
- Ermida de São Sebastião
- Igreja de Nossa Senhora da Soledade

### Estatuas
- Estatua de Vasco da Gama
- Estátua do Bombeiro

### Otros
- Muro da Praia
- Centro Cultural Emmerico Nunes
- Estação dos Caminhos-de-ferro
- Palácio Pidwell

## Equipamientos públicos
- Biblioteca Municipal de Sines
- Centro Cultural Emmerico Nunes
- Museu Arqueológico Municipal de Sines
- Ludoteca
- Capela da Misericórdia
- Salão do Povo
- Salão da Música
- Salão Nobre dos Bombeiros Voluntários de Sines
- Salão Nobre dos Paços do Concelho
- Jardim das Descobertas
- Jardim da Praça da República
- Biblioteca / Centro de Arte

### Deportivos
- Parque Desportivo Municipal co Campos de Ténis, Pista de Radiomodelismo y Pista de Corridas em Patins
- Estádio Municipal
- Pista de Motocross
- Club Náutico de Sines
- Porto de Recreio
- Pavilhão dos Desportos
- Campo de Tiro
- Pista de Autocross
- Piscinas Municipais

## Eventos culturales

### Carnaval de Sines
El carnaval de Sines es muy conocido en Portugal.

### Festival Músicas do Mundo
Es un evento que organiza la Cámara Municipal de Sines desde el año 1999 y que se encarga de reunir a grupos musicales de diferentes tipos y etnias a lo largo y ancho del mundo.

## Galería de imágenes

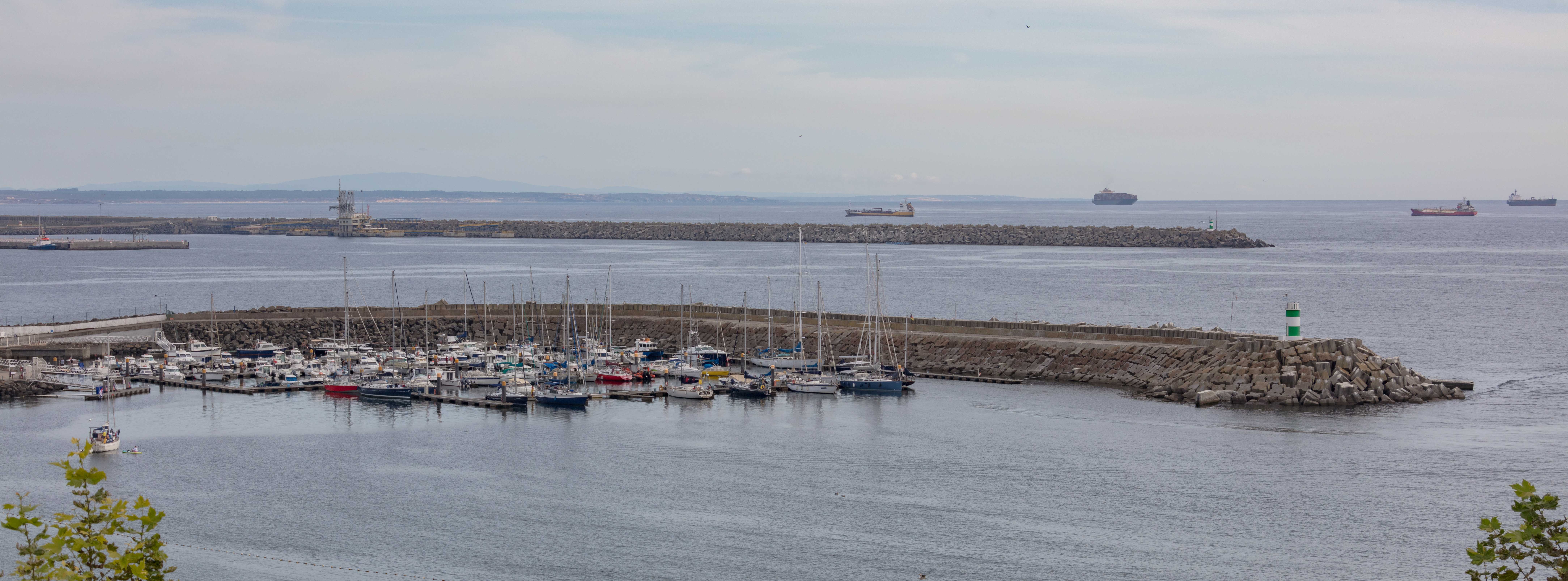
Puerto.
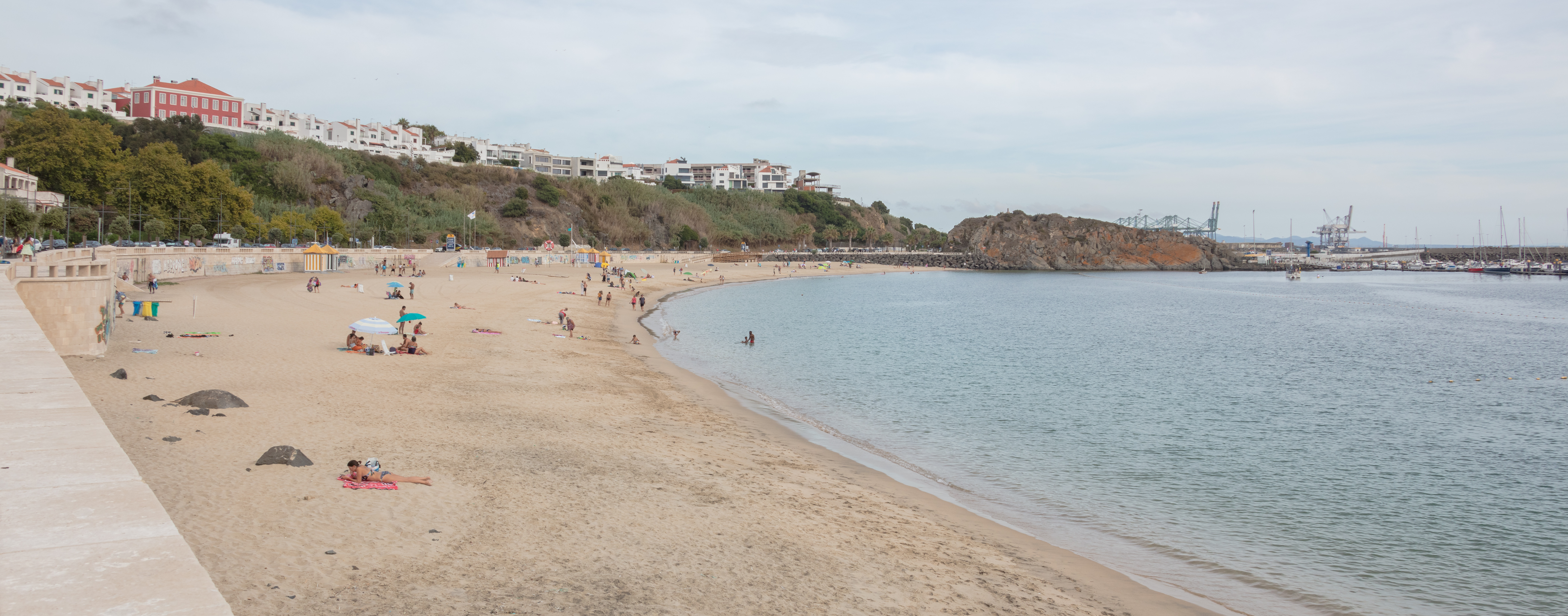
Playa Vasco de Gama.
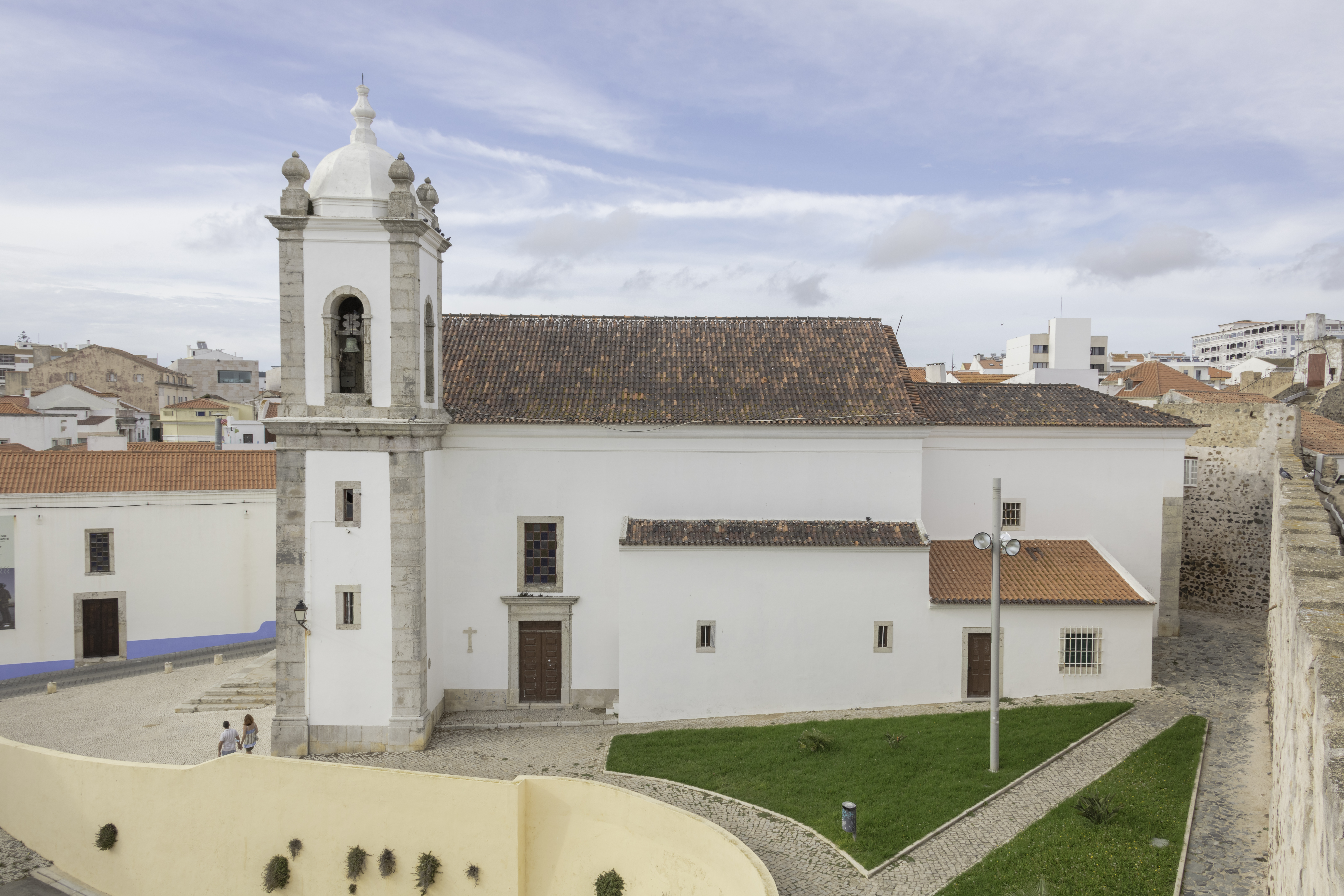
Iglesia del Salvador.
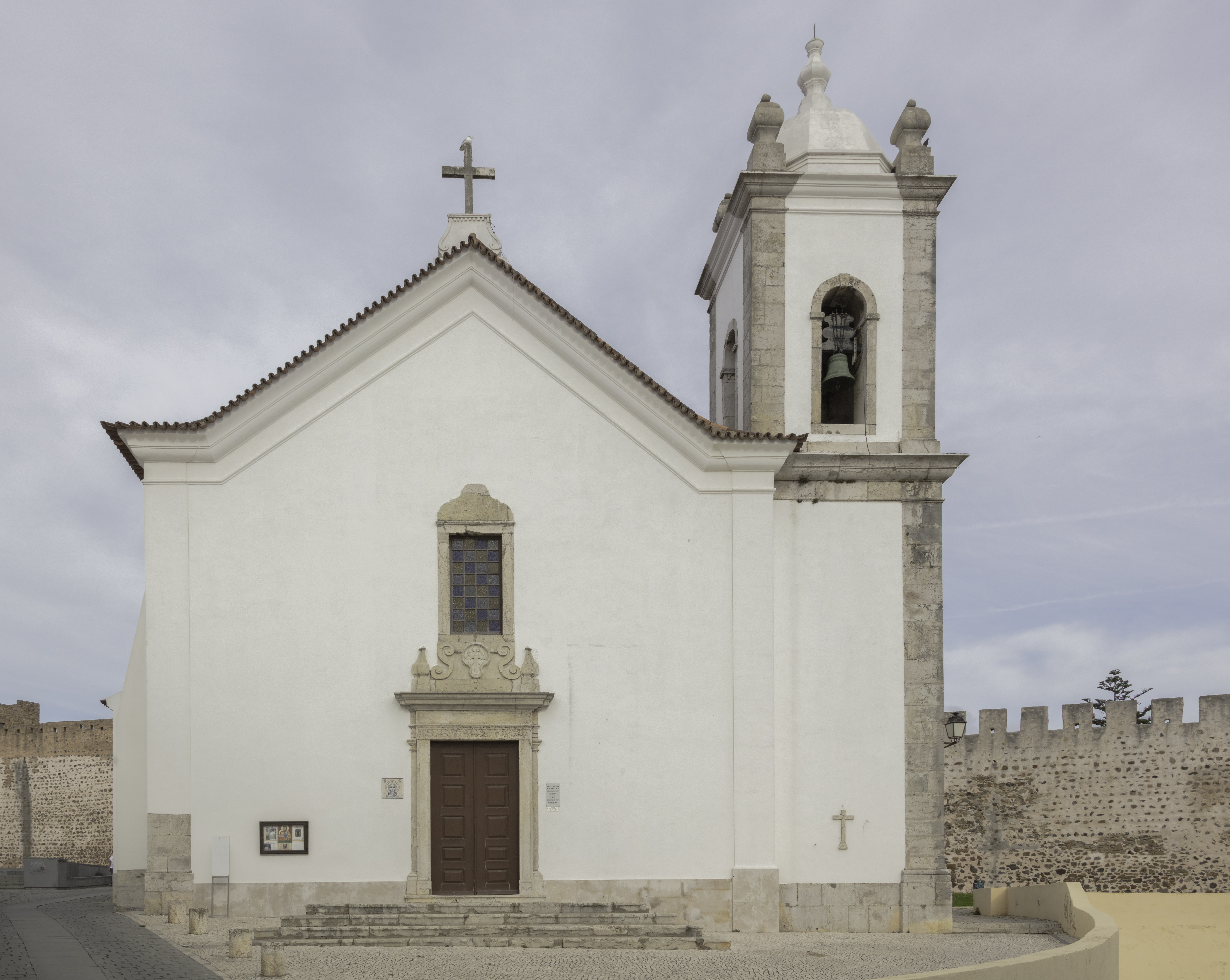
Fachada de la iglesia.
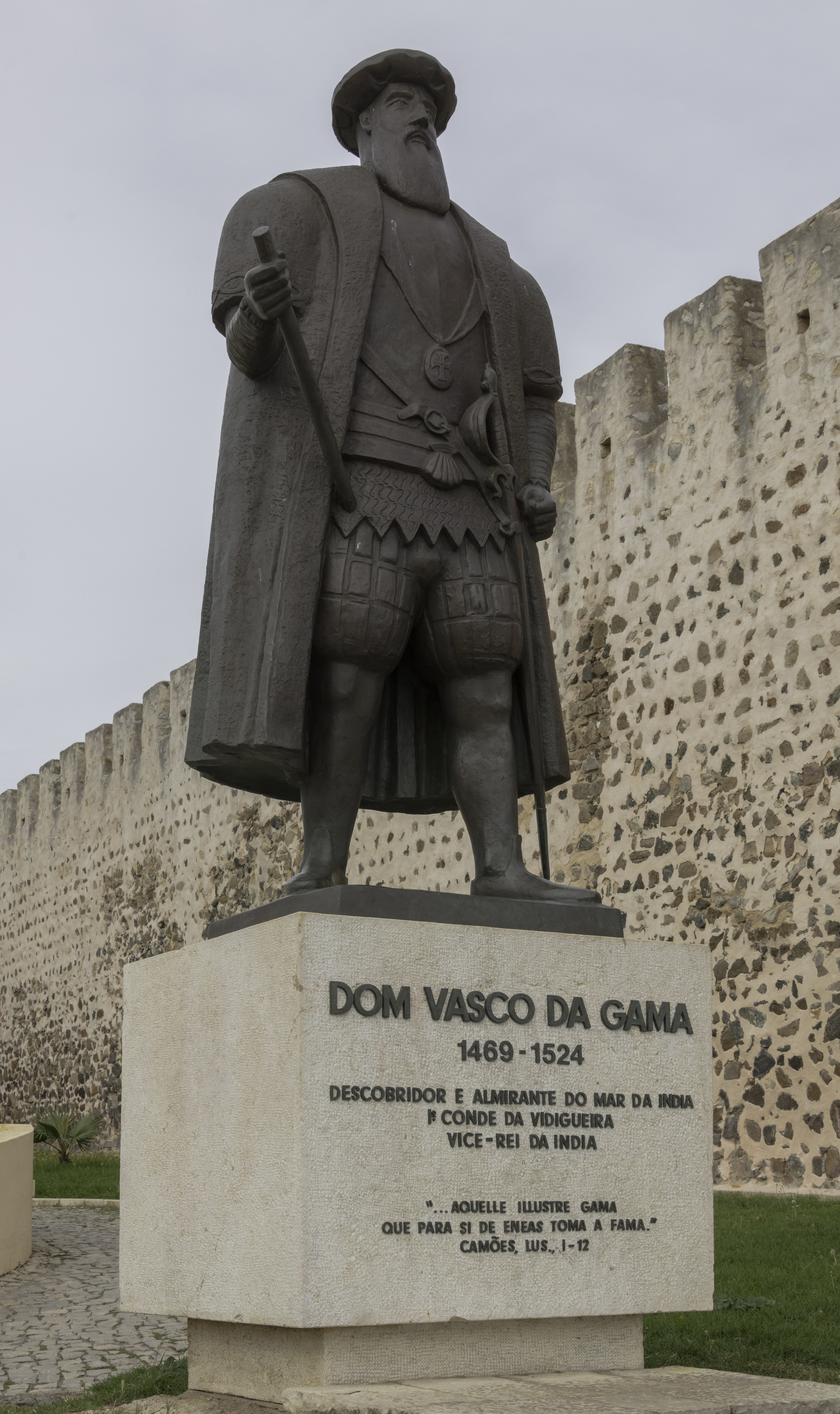
Estatua de Vasco de Gama.
Castillo de Sines.